# Гематоенцефалічний бар'єр

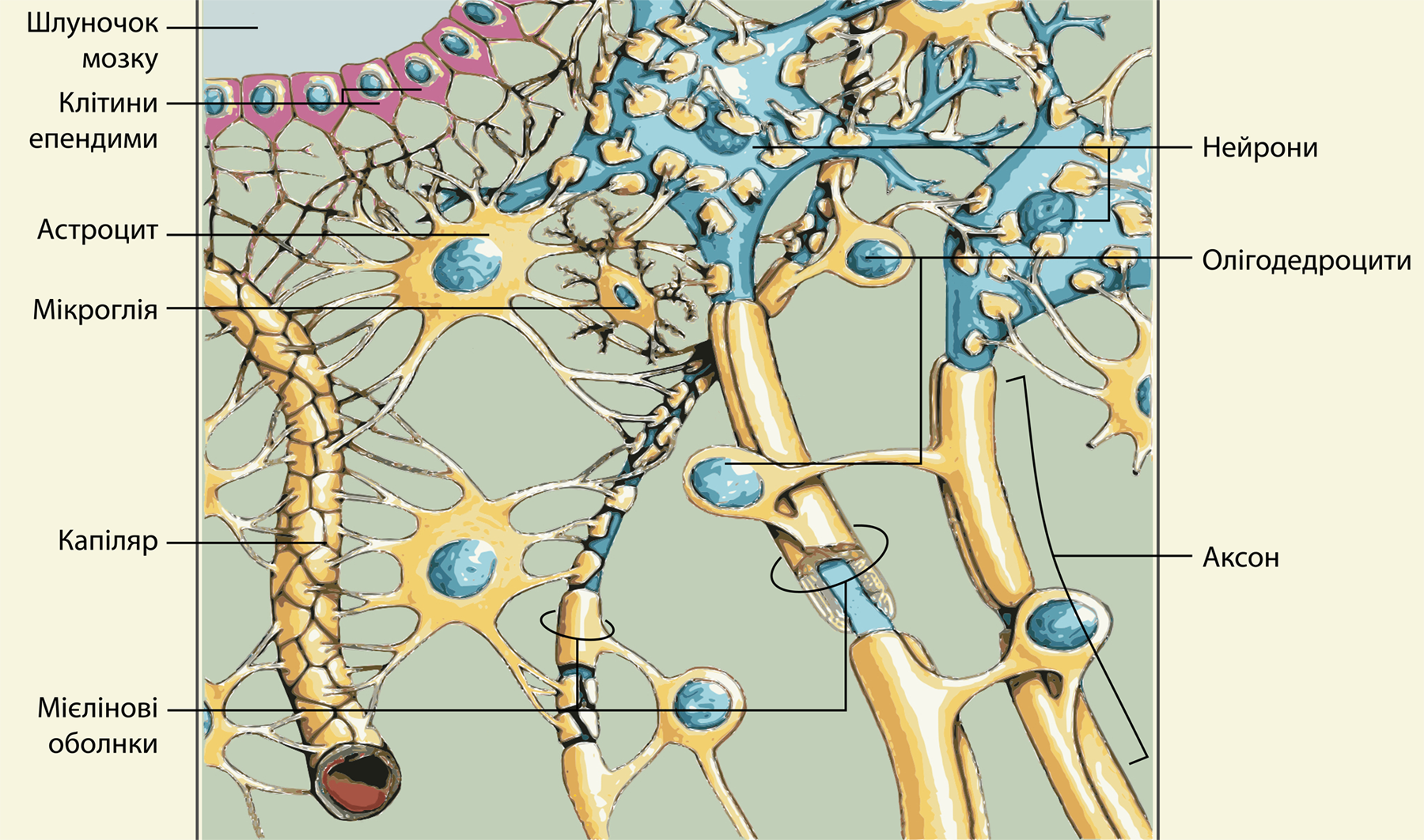
Зріз тканини головного мозку поблизу водопроводу. Показаний капіляр, оточений «ніжками» астроцитів

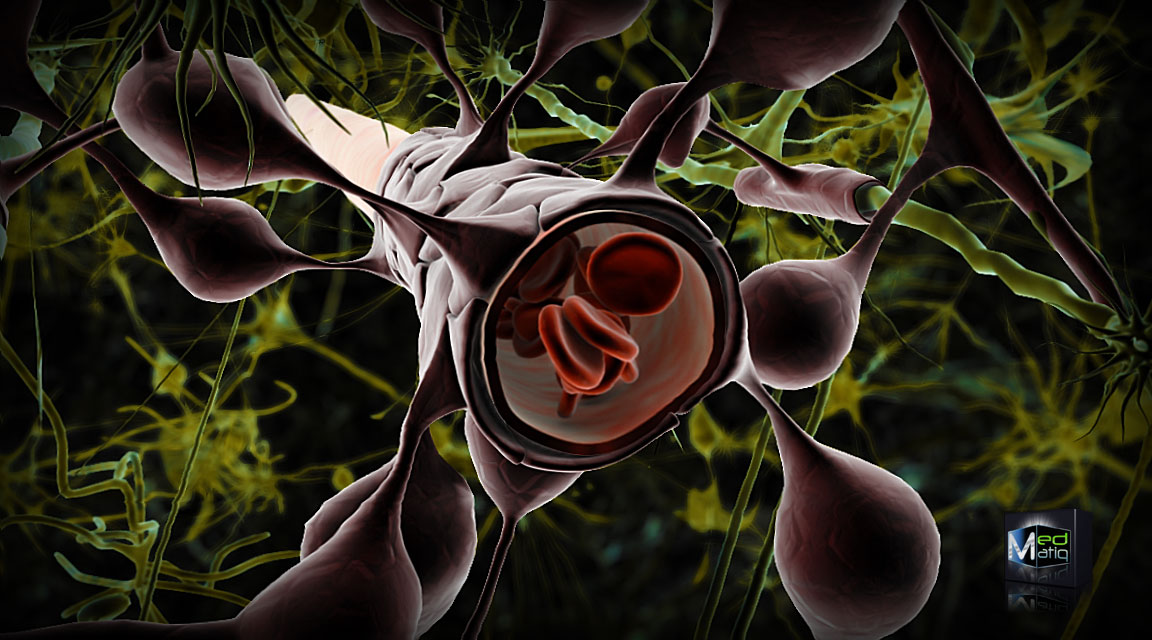
3D-модель капіляра, оточеного відростками астроцитів

Будова щільного контакту

Гематоенцефалі́чний бар'є́р (ГЕБ) — це фізіологічний бар'єр, що відмежовує кров від цереброспінальної рідини та внутрішнього середовища центральної нервової системи, для того щоб зберегти сталість останньої. Концентрація багатьох речовин, таких як амінокислоти, гормони, іони металів, у крові постійно змінюється, особливо різко після прийому їжі або фізичних навантажень. Більшість органів можуть толерувати такі зміни, проте вони могли б мати згубний характер на роботу ЦНС, призводячи до хаотичного генерування нервових імпульсів окремими нейронами, оскільки багато із речовин крові (наприклад амінокислота гліцин та гормон норадреналін) виконують функцію нейромедіаторів, а деякі іони (наприклад K+) можуть змінювати збудливість нервових клітин.

## Структура гематоенцефалічного бар'єру
У створенні гематоенцефалічного бар'єру задіяні такі структури:
- Ендотелій капілярів, клітини якого дуже міцно і близько з'єднані між собою за допомогою щільних контактів, внаслідок чого капіляри ЦНС найменш проникні у всьому тілі. Ця складова є найважливішою у створенні ГЕБ.
- Порівняно товста базальна мембрана, що оточує зовні кожен капіляр.
- Цибулиноподібні «ніжки» астроцитів, які щільно обліплюють капіляри. Хоча ці структури роблять внесок у створення ГЕБ, їхня роль полягає не стільки у безпосередньому забезпеченні непроникності, скільки в тому, що вони стимулюють ендотеліоцити до утворення щільних контактів.

## Проникність гематоенцефалічного бар'єру
Гематоенцефалічний бар'єр має вибіркову проникність: через нього шляхом полегшеної дифузії можуть транспортуватись речовини необхідні для живлення ЦНС: глюкоза (за участі транспортера GLUT 1), незамінні амінокислоти та деякі електроліти. Ліпіди (жири, жирні кислоти) та низькомолекулярні жиророзчинні речовини (кисень, вуглекислий газ, етанол, нікотин, анестетики) можуть пасивно дифундувати через мембрани ГЕБ. Такі речовини як білки, більшість токсинів та продуктів метаболізму не можуть його подолати, а низькомолекулярні замінні амінокислоти та іони калію навіть активно викачуються із мозку в кров. Зокрема для підтримання низької концентрації K+ використовується унікальний Na+-K+-2Cl- котранспортер.
Проходження речовин у зворотному напряму — із мозку в кров — контролюється значно менше, через те, що цереброспінальна речовина відтікає у венозне русло через ворсинки павутинної оболонки.

## Розподіл гематоенцефалічного бар'єру
ГЕБ не однаковий у різних ділянках центральної нервової системи, наприклад у судинних сплетеннях (лат. plexus choroideus) шлуночків мозку капіляри добре проникні, проте вони оточені клітинами епендими, котрі вже з'єднані між собою щільними контактами. Інколи бар'єр у судинних сплетеннях відрізняють від гематоенцефалічного і називають гемато-спинномозковорідинним, хоча вони мають багато спільного.
Деякі структури головного мозку не мають ГЕБ, оскільки він перешкоджав би їхній нормальній роботі. Ці ділянки об'єднані під назвою навколошлуночкові органи, оскільки розташовані поблизу шлуночків мозку. Наприклад центр блювання у довгастому мозку біля четвертого шлуночка, повинен стежити за наявністю у крові отруйних речовин. А гіпоталамус, що знаходиться на дні третього шлуночка, має постійно відчувати хімічний склад крові, щоб регулювати водно-сольовий баланс, температуру тіла та багато інших фізіологічних показників. Зокрема він проявляє активність у відповідь на дію таких білків крові як ангіотензин ІІ, що стимулює пиття, та інтерлейкін-1, який спричинює гарячку.
Гематоенцефалічний бар'єр також недорозвинутий у новонароджених і немовлят, тому вони особливо чутливі до токсичних речовин.

## Клінічне значення
Здатність певних препаратів проникати через ГЕБ — важлива характеристика їхньої фармакокінетики. Зокрема її важливо враховувати при лікуванні органів нервової системи. Наприклад деякі антибіотики фактично не здатні проникати в тканини головного та спинного мозку, тоді як інші роблять це досить легко. ГЕБ затримує аміни дофамін та серотонін, але пропускає їхні кислотні попередники — L-ДОФА та 5-гідрокситриптофан.
Важливим клінічним спостереженням є те, що гематоенцефалічний бар'єр порушується в зонах пухлинного росту — новоутворені капіляри не мають нормальних контактів із астроцитами. Це допомагає у діагностуванні новоутворень в ЦНС: якщо використати альбумін мічений 131I, він проникатиме в першу чергу у тканину пухлини, завдяки чому її можна буде локалізувати.

## Дослідження
Дослідники з італійського технологічного інституту IIT (Istituto Italiano di Tecnologia) розробили і виготовили гібридний пристрій, який є повним аналогом гематоенцефалічного бар'єру. Він являє собою комбінацію компонентів штучного та природного походження і буде використовуватися для вивчення і розробки нових стратегій подолання гематоенцефалічного бар'єру, необхідних для створення нових способів боротьби із захворюваннями головного мозку, такими, як злоякісні пухлини.
У майбутньому дослідники збираються використовувати штучний «гематоенцефалічний бар'єр» для вивчення і вирішення питань, пов'язаних з доставкою в мозок лікарських препаратів за допомогою носіїв різного виду, в ролі яких можуть виступати спеціальні віруси, наночастинки або навіть керовані нанороботи.